# Jonathan Silva
Jonathan Cristian Silva (La Plata, 29 giugno 1994) è un calciatore argentino con passaporto italiano, difensore del Pafos.

## Carriera

### Club
Ha giocato nella massima serie argentina nell'Estudiantes per poi trasferirsi in Portogallo, ammontare dell'operazione non comunicato, con la maglia dello Sporting Lisbona in data 9 agosto 2014. Firma un contratto quinquennale con clausola rescissoria fissata a 45 milioni di €. Nel dicembre 2014 sigla il suo primo gol in Champions League contro il Chelsea allo Stamford Bridge.
Il 29 dicembre 2015 si trasferisce in prestito semestrale al Boca Juniors dove ottiene in campionato 28 presenze con 2 gol segnati. Nella stagione 2017-2018 rientra nelle file dello Sporting.
Dopo aver avuto un infortunio al ginocchio nella prima parte di stagione, il 31 gennaio 2018 la Roma annuncia di averlo acquistato in prestito per 500000 € con diritto di riscatto (che diventerà obbligo alla decima presenza) a 5,7 milioni di € per l'80% del cartellino. Il 21 aprile viene schierato da titolare nel match vinto per 0-3 in trasferta contro la SPAL, facendo così il suo esordio con la maglia giallorossa ed in Serie A.
Il 24 luglio viene nuovamente girato in prestito al Leganés. Nel club spagnolo, diventerà un pilastro della difesa, disputando 82 gare e segnando 4 reti.
Il 31 agosto 2021, il Getafe lo acquisterà per 2,5 milioni di euro. La sua esperienza, però, è del tutto opaca, scendendo in campo per sole 9 occasioni.
Il 26 luglio 2022, sarà ceduto in prestito al Granada.

### Nazionale
Ha giocato nei Mondiali Under-17 del 2011 con la nazionale Under-17 argentina con cui ha ottenuto 9 presenze e un gol.
Debutta in nazionale maggiore il 12 novembre 2014 subentrando al minuto 77º nell'amichevole vinta per 2-1 contro la Croazia.

## Statistiche

### Presenze e reti nei club
Statistiche aggiornate all'11 agosto 2023
| Stagione            | Squadra             | Campionato          | Campionato | Campionato | Coppe nazionali | Coppe nazionali | Coppe nazionali | Coppe continentali | Coppe continentali | Coppe continentali | Altre coppe | Altre coppe | Altre coppe | Totale | Totale |
| Stagione            | Squadra             | Comp                | Pres       | Reti       | Comp            | Pres            | Reti            | Comp               | Pres               | Reti               | Comp        | Pres        | Reti        | Pres   | Reti   |
| ------------------- | ------------------- | ------------------- | ---------- | ---------- | --------------- | --------------- | --------------- | ------------------ | ------------------ | ------------------ | ----------- | ----------- | ----------- | ------ | ------ |
| 2011-2012           | Estudiantes         | PD                  | 3          | 0          |                 | -               | -               |                    | -                  | -                  |             | -           | -           | 3      | 0      |
| 2012-2013           | Estudiantes         | PD                  | 16         | 0          |                 | -               | -               |                    | -                  | -                  |             | -           | -           | 16     | 0      |
| 2013-2014           | Estudiantes         | PD                  | 35         | 0          |                 | -               | -               |                    | -                  | -                  |             | -           | -           | 35     | 0      |
| Totale Estudiantes  | Totale Estudiantes  | Totale Estudiantes  | 54         | 0          |                 | -               | -               |                    | -                  | -                  |             | -           | -           | 54     | 0      |
| 2014-2015           | Sporting CP B       | SL                  | 6          | 0          |                 |                 |                 |                    |                    |                    |             |             |             | 6      | 0      |
| 2014-2015           | Sporting CP         | PL                  | 11         | 1          | TP+TL           | 4+1             | 0               | UCL+UEL            | 3+1                | 1+0                |             | -           | -           | 20     | 1      |
| 2015-2016           | Sporting CP         | PL                  | 4          | 0          | TP+TL           | 1+0             | 0               | UCL+UEL            | 1+4                | 0                  | SP          | 0           | 0           | 10     | 0      |
| 2016                | Boca Juniors        | PD                  | 15         | 1          | CA              | -               | -               | CL                 | 5                  | 0                  |             | -           | -           | 20     | 1      |
| 2016-2017           | Boca Juniors        | PD                  | 12         | 0          |                 | -               | -               |                    | -                  | -                  |             | -           | -           | 11     | 5      |
| Totale Boca Juniors | Totale Boca Juniors | Totale Boca Juniors | 27         | 1          |                 | -               | -               |                    | 5                  | 0                  |             | -           | -           | 32     | 1      |
| 2017-gen. 2018      | Sporting CP         | PL                  | 6          | 0          | TP+TL           | 2+1             | 0               | UCL                | 4                  | 0                  |             | -           | -           | 13     | 0      |
| Totale Sporting CP  | Totale Sporting CP  | Totale Sporting CP  | 21         | 1          |                 | 9               | 0               |                    | 13                 | 1                  |             | 0           | 0           | 43     | 2      |
| gen.-giu. 2018      | Roma                | A                   | 2          | 0          | CI              | -               | -               | UCL                | -                  | -                  |             | -           | -           | 2      | 0      |
| 2018-2019           | Leganés             | PD                  | 30         | 3          | CR              | 3               | 0               | -                  | -                  | -                  | -           | -           | -           | 33     | 3      |
| 2019-2020           | Leganés             | PD                  | 33         | 1          | CR              | 3               | 1               | -                  | -                  | -                  | -           | -           | -           | 36     | 2      |
| 2020-2021           | Leganés             | SD                  | 15+2       | 0          | CR              | 0               | 0               | -                  | -                  | -                  | -           | -           | -           | 17     | 0      |
| lug.-ago. 2021      | Leganés             | SD                  | 2          | 0          | CR              | 0               | 0               | -                  | -                  | -                  | -           | -           | -           | 2      | 0      |
| Totale Leganés      | Totale Leganés      | Totale Leganés      | 80+2       | 4          |                 | 6               | 1               |                    | -                  | -                  |             | -           | -           | 88     | 5      |
| ago. 2021-2022      | Getafe              | PD                  | 9          | 0          | CR              | 2               | 0               | -                  | -                  | -                  | -           | -           | -           | 11     | 0      |
| 2022-2023           | Granada             | SD                  | 12         | 0          | CR              | 2               | 0               |                    | -                  | -                  |             | -           | -           | 14     | 0      |
| Totale carriera     | Totale carriera     | Totale carriera     | 206        | 7          |                 | 17              | 0               |                    | 18                 | 1                  |             | 0           | 0           | 243    | 8      |

### Cronologia presenze e reti in nazionale
| Cronologia completa delle presenze e delle reti in nazionale ― Argentina | Cronologia completa delle presenze e delle reti in nazionale ― Argentina | Cronologia completa delle presenze e delle reti in nazionale ― Argentina | Cronologia completa delle presenze e delle reti in nazionale ― Argentina | Cronologia completa delle presenze e delle reti in nazionale ― Argentina | Cronologia completa delle presenze e delle reti in nazionale ― Argentina | Cronologia completa delle presenze e delle reti in nazionale ― Argentina | Cronologia completa delle presenze e delle reti in nazionale ― Argentina |
| Data                                                                     | Città                                                                    | In casa                                                                  | Risultato                                                                | Ospiti                                                                   | Competizione                                                             | Reti                                                                     | Note                                                                     |
| ------------------------------------------------------------------------ | ------------------------------------------------------------------------ | ------------------------------------------------------------------------ | ------------------------------------------------------------------------ | ------------------------------------------------------------------------ | ------------------------------------------------------------------------ | ------------------------------------------------------------------------ | ------------------------------------------------------------------------ |
| 12-11-2014                                                               | Londra                                                                   | Argentina                                                                | 2 – 1                                                                    | Croazia                                                                  | Amichevole                                                               | -                                                                        | 77’                                                                      |
| 18-11-2014                                                               | Manchester                                                               | Argentina                                                                | 0 – 1                                                                    | Portogallo                                                               | Amichevole                                                               | -                                                                        | 73’                                                                      |
| Totale                                                                   |                                                                          | Presenze                                                                 | 2                                                                        |                                                                          | Reti                                                                     | 0                                                                        |                                                                          |

## Palmarès

### Club

#### Competizioni nazionali
- Coppa del Portogallo: 1

Sporting Lisbona: 2014-2015
- Supercoppa di Portogallo: 1

Sporting Lisbona: 2015
- Campionato argentino: 1

Boca Juniors: 2016-2017
- Coppa di Lega portoghese: 1

Sporting Lisbona: 2017-2018
- Segunda División: 1

Granada: 2022-2023
- Campionato cipriota: 1

Pafos: 2024-2025